# Buty, buty...
Czas relaksu – czwarty album studyjny zespołu Andrzej i Eliza, wydany w 1974 roku. Album został wydany w dwóch wersjach: w kolorze écru i czerwonym.

## Lista utworów

### WersjaCD
1. „Ballada o butach” – (2:35)
2. „Mój powrót” – (3:03)
3. „Daj czas nauczyć się” – (2:30)
4. „Gdy mi będzie głupio” – (2:50)
5. „Królem bądź, głową rusz” – (3:00)
6. „Dzieląc świat na pół” – (4:00)
7. „Idzie na deszcz” – (3:47)
8. „Czeka na nas świat” – (3:26)
9. „Wspomnienie o Rydze” – (2:10)
10. „Czy pamiętasz, jak to było” – (3:10)
11. „Siedem minut na lotnisko” – (1:38)
12. „Spotkanie z życiem” – (3:00)

### Wersja winylowa
| Strona A 1. „Ballada o butach” – (2:35) 2. „Mój powrót” – (3:03) 3. „Daj czas nauczyć się” – (2:30) 4. „Gdy mi będzie głupio” – (2:50) 5. „Królem bądź, głową rusz” – (3:00) 6. „Dzieląc świat na pół” – (4:00) | Strona B 1. „Idzie na deszcz” – (3:47) 2. „Czeka na nas świat” – (3:26) 3. „Wspomnienie o Rydze” – (2:10) 4. „Czy pamiętasz, jak to było” – (3:10) 5. „Siedem minut na lotnisko” – (1:38) 6. „Spotkanie z życiem” – (3:00) |